# Edite Estrela

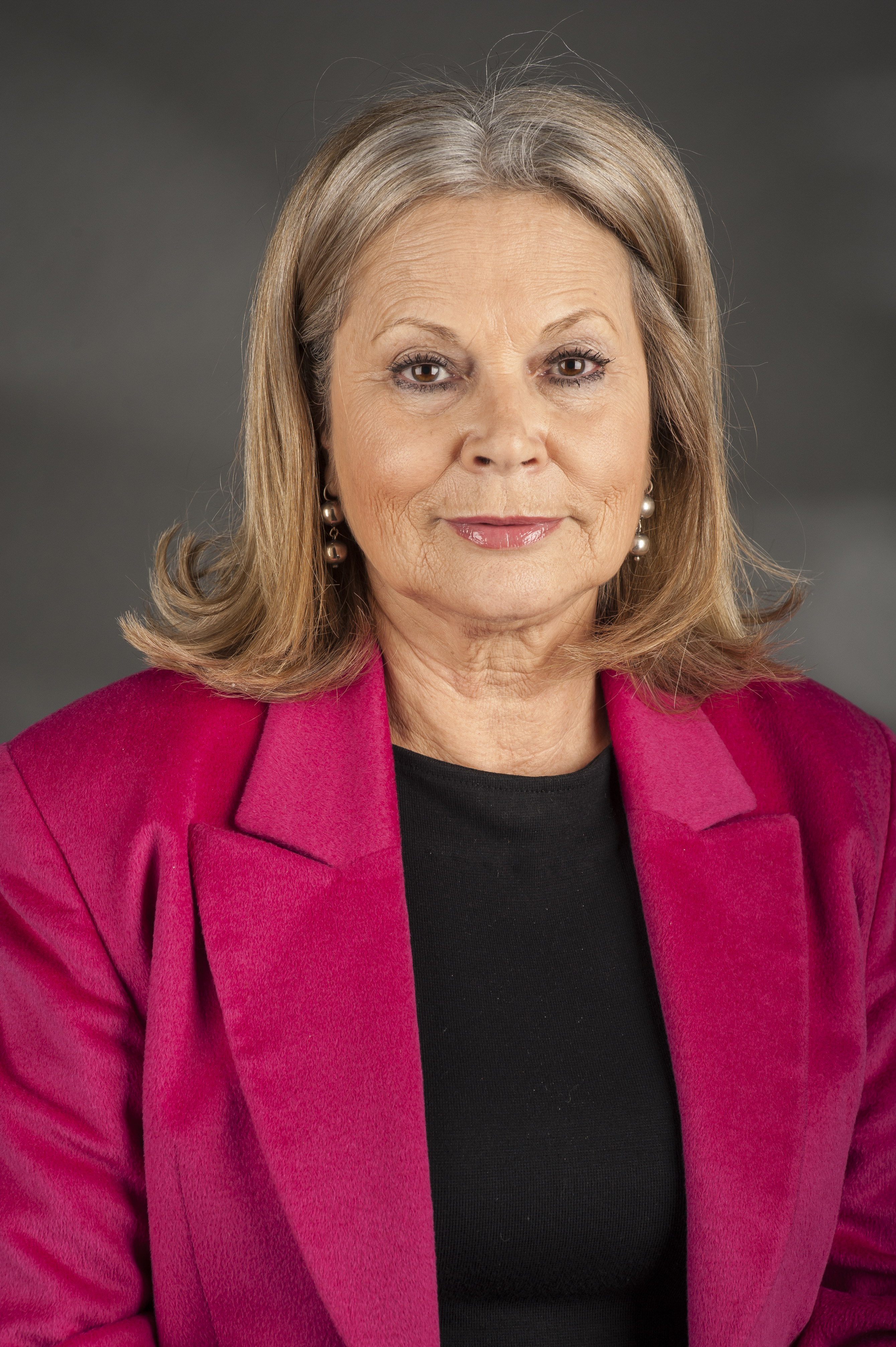
Edite Estrela

Edite Estrela este un om politic portughez, membru al Parlamentului European în perioada 2004-2009 din partea Portugaliei.
1. ↑  Deputații în Parlamentul European